# تشارلز بيكر (عالم)
تشارلز بيكر (بالإنجليزية: Charles A. Becker)‏ هو عالم أمريكي، ولد في 8 فبراير 1925 في فلوريدا في الولايات المتحدة، وتوفي في 16 أكتوبر 1999 في كيركوود في الولايات المتحدة.